# Čkalovské schodiště
Čkalovské schodiště (rusky Чкаловская лестница) je monumentální schodiště v centru Nižního Novgorodu, které spojuje nábřeží Volhy s náměstím Minina a Požarského u Nižněnovgorodského kremlu. Pojmenováno je po sovětském letci Valeriji Čkalovi, jehož pomník stojí u horního konce schodiště. Se svými 560 schody se řadí k nejdelším schodištím v Rusku.

## Historie
Až do 40. let 20. století se toto místo nazývalo Volžský svah. Bylo velmi oblíbené mezi místními i návštěvníky města, neboť se nacházelo v samém centru města a z vyhlídkové plošiny, která zde byla zřízena, se otevíraly velkolepé výhledy na Volhu.
Idea vystavět v těchto místech schodiště podobné Potěmkinovu schodišti v Oděse se objevila již roku 1939, avšak tyto plány nakonec přerušila válka. Nicméně předseda Gorkovského městského sovětu Alexandr Šulpin se nevzdal a v roce 1943 se vypravil do Moskvy, aby tam představil projekt leningradských architektů A. A. Jakovleva, L. V. Rudněva a V. O. Munce. V Moskvě se mu podařilo prosadit tuto grandiózní stavbu jako připomínku vítězství v bitvě o Stalingrad – schodiště se také mělo jmenovat Stalingradské. Téhož roku byl položen základní kámen.
Na stavebních pracích se nepodíleli jenom místní, ale i velké množství německých válečných zajatců. Slavnostní otevření se odehrálo roku 1949. Celkové náklady činily 7 760 000 rubů, jednalo se tak o jeden z nejdražších stavebních projektů své doby. Iniciátor stavby Alexandr Šulpin byl však krátce po dostavbě obviněn ze zpronevěry veřejných prostředků, zbaven funkce, vyloučen z komunistické strany a uvězněn na dva roky (stalo se tak v rámci celosovětského monstrprocesu, tzv. Leningradského případu). Rehabilitace se mu dostalo až po smrti Stalina.
Dnes je schodiště jednou z nejznámějších památek města. Pořádají se zde závody v běhu do schodů, často se zde také fotografují svatby.

## Galerie

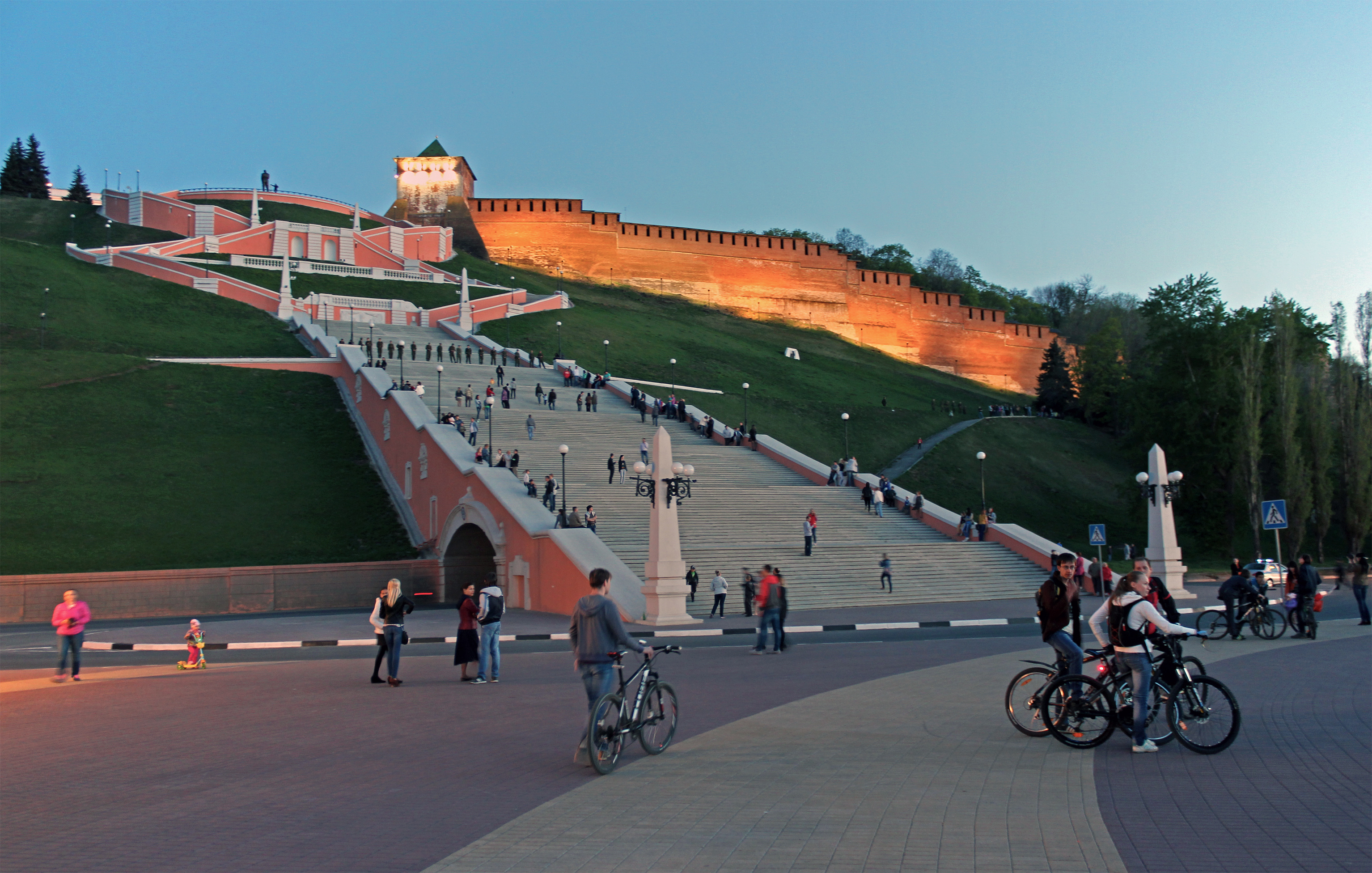
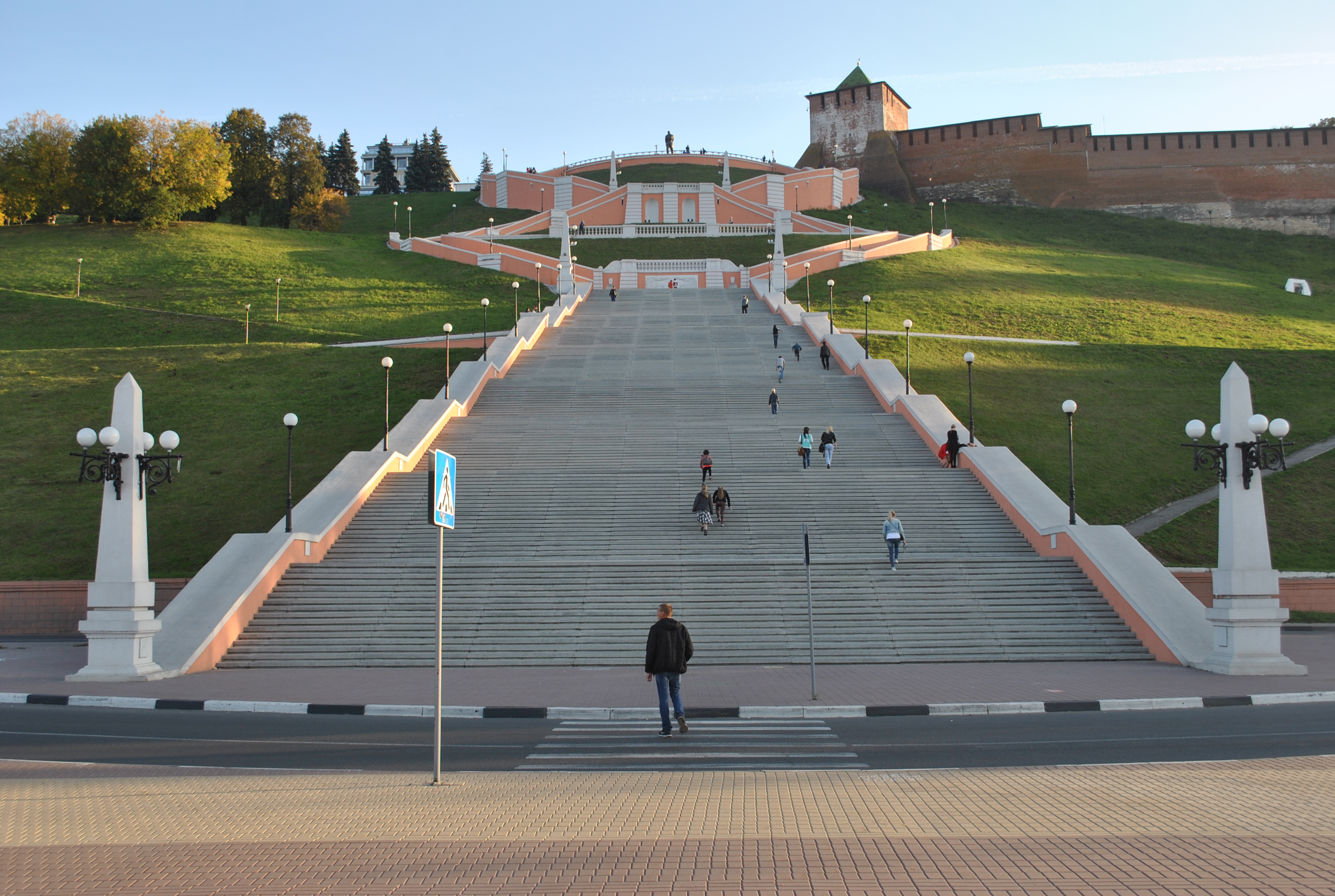
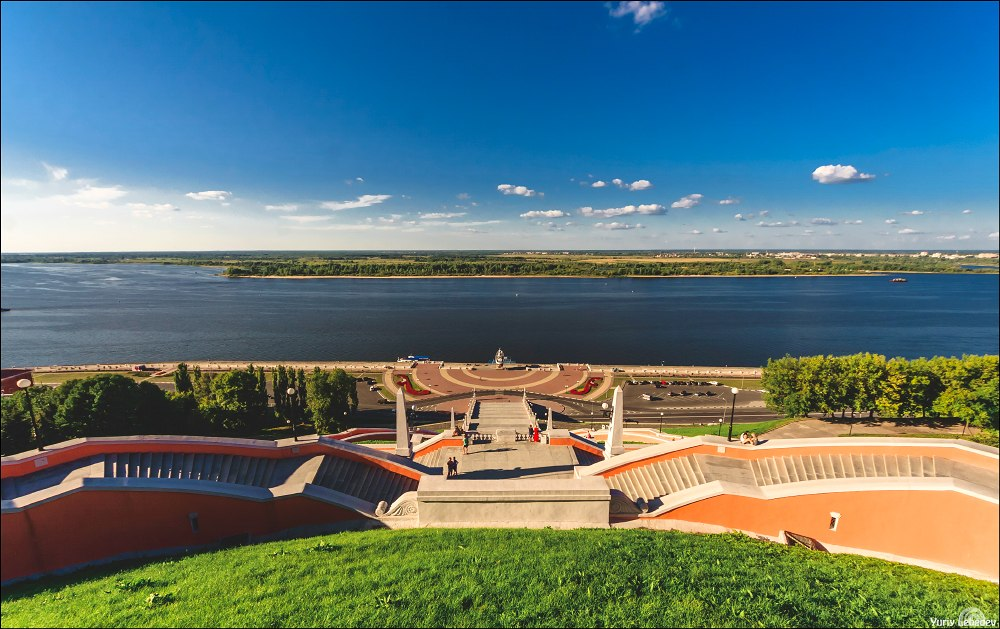
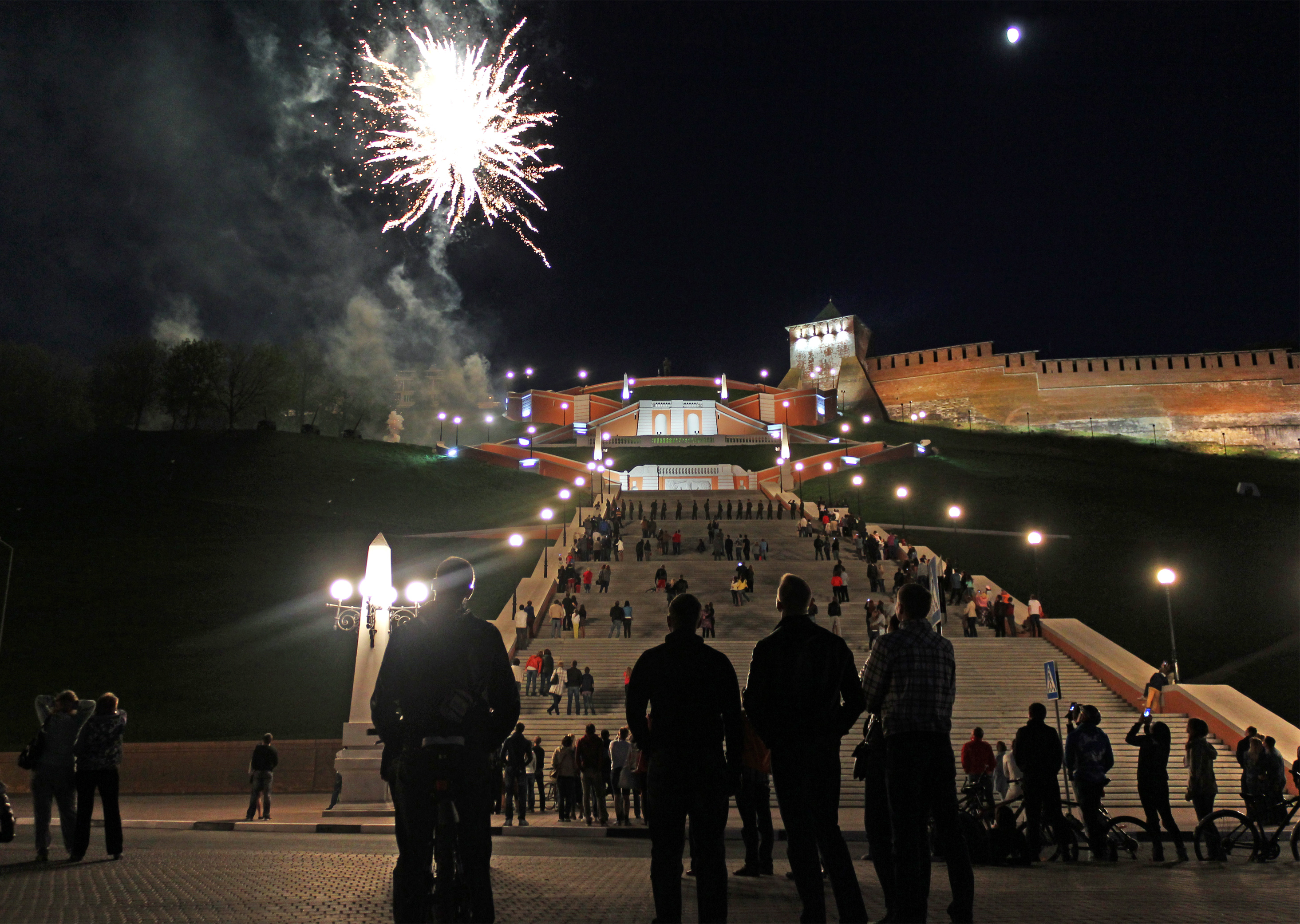
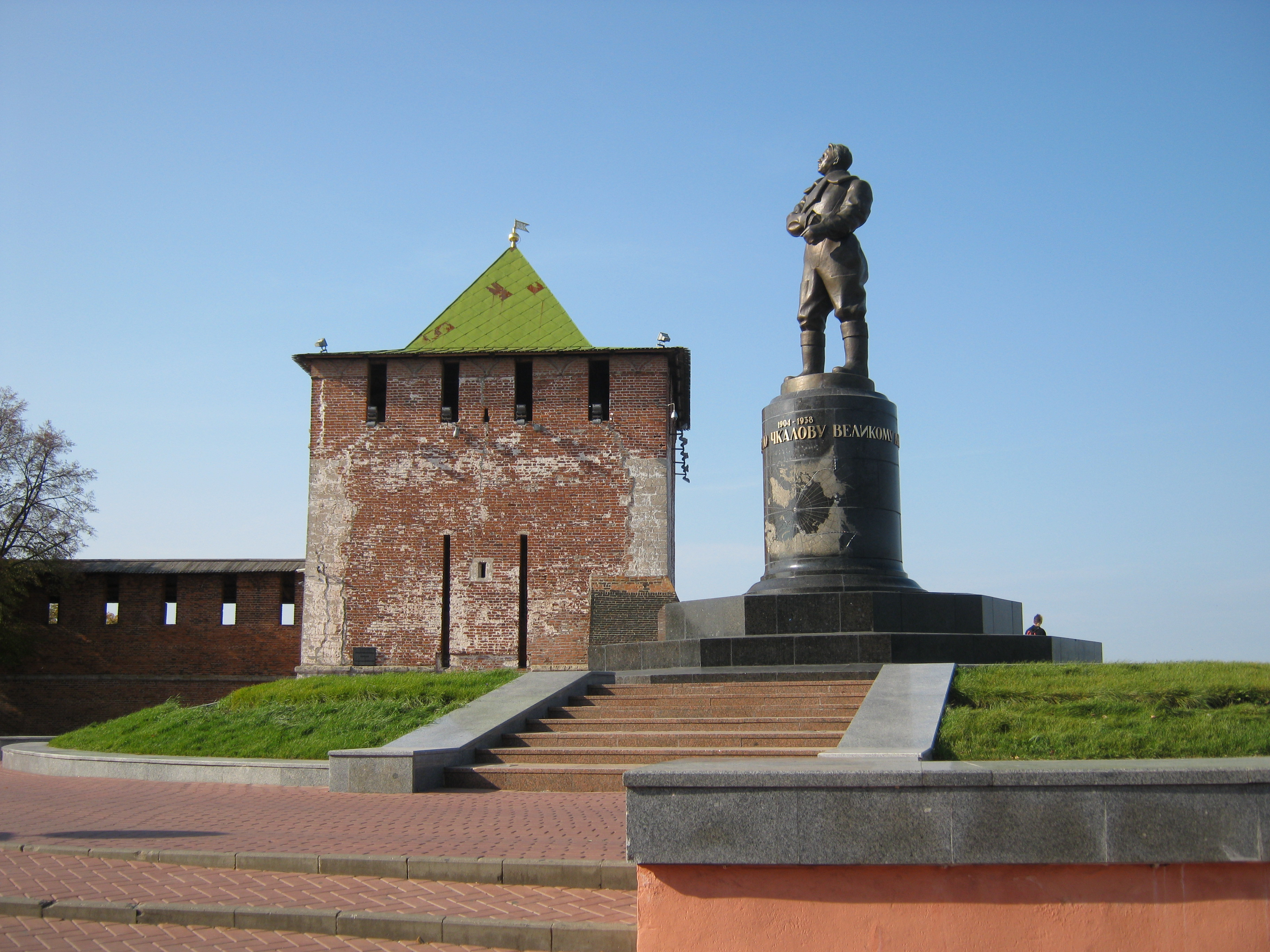
Čkalovův pomník